# 柏蕾荠属
柏蕾荠属（学名：Braya）是十字花科下的一个属，为矮小多年生草本植物。该属共有16种，分布在欧亚大陆的高山及北极。